# Гома-Гіллс (Вайомінг)
Гома-Гіллс (англ. Homa Hills) — переписна місцевість (CDP) в США, в окрузі Натрона штату Вайомінг. Населення — 224 особи (2020).

## Географія
Гома-Гіллс розташована за координатами 42°59′11″ пн. ш. 106°22′23″ зх. д. / 42.98639° пн. ш. 106.37306° зх. д. (42.986467, -106.373012).  За даними Бюро перепису населення США в 2010 році переписна місцевість мала площу 23,66 км², з яких 23,62 км² — суходіл та 0,04 км² — водойми.

## Демографія
Згідно з переписом 2010 року, у переписній місцевості мешкало 278 осіб у 106 домогосподарствах у складі 76 родин. Густота населення становила 12 особи/км².  Було 124 помешкання (5/км²).
Расовий склад населення:
| - 97,8 % — білих - 1,1 % — чорних або афроамериканців - 0,4 % — азіатів |

До двох чи більше рас належало 0,7 %. Частка іспаномовних становила 0,7 % від усіх жителів.
За віковим діапазоном населення розподілялося таким чином: 25,5 % — особи молодші 18 років, 64,8 % — особи у віці 18—64 років, 9,7 % — особи у віці 65 років та старші. Медіана віку мешканця становила 44,3 року. На 100 осіб жіночої статі у переписній місцевості припадало 105,9 чоловіків;  на 100 жінок у віці від 18 років та старших — 101,0 чоловіків також старших 18 років.
За межею бідності перебувало 19,6 % осіб, у тому числі 57,7 % дітей у віці до 18 років та 0,0 % осіб у віці 65 років та старших.
Цивільне працевлаштоване населення становило 101 осіб. Основні галузі зайнятості: сільське господарство, лісництво, риболовля — 50,5 %, виробництво — 18,8 %, освіта, охорона здоров'я та соціальна допомога — 16,8 %.